# Olgierd Eminowicz
Olgierd Jerzy Eminowicz (ur. 7 lutego 1902 w Żydaczowie, zm. 25 października 1973 w Londynie) – major artylerii Wojska Polskiego II RP, pułkownik Polskich Sił Zbrojnych.

## Życiorys
Syn Stanisława. Urodził się 7 lutego 1902 w Żydaczowie. U kresu I wojny światowej został przyjęty do Wojska Polskiego i uczestniczył w obronie Lwowa w trakcie wojny polsko-ukraińskiej. Awansowany na stopień porucznika rezerwy artylerii ze starszeństwem z dniem 1 marca 1922. W 1923 był oficerem rezerwy zatrzymanym w służbie czynnej 24 pułku artylerii polowej w Jarosławiu. Następnie zweryfikowany w stopniu porucznika służby stałej ze starszeństwem z dniem 1 marca 1922. W 1924 był oficerem 24 pap. Później, na przełomie lat 20. i 30. był oficerem 1 pułku artylerii przeciwlotniczej w Warszawie. W tym czasie został awansowany na stopień kapitana artylerii ze starszeństwem z dniem 1 stycznia 1932. W późniejszych latach 30. został awansowany na stopień majora artylerii. Według stanu z marca 1939 był dyrektorem nauk na Kursach Doskonalenia Artylerii Przeciwlotniczej w Centrum Wyszkolenia Obrony Przeciwlotniczej i Przeciwgazowej. W czasie mobilizacji w 1939 objął stanowisko dowódcy 11 dywizjonu motorowego artylerii przeciwlotniczej, pododdziału 1 pułku artylerii przeciwlotniczej im. Marszałka Edwarda Rydza-Śmigłego.
Po wybuchu II wojny światowej przedostał się na Zachód i został oficerem Polskich Sił Zbrojnych na Zachodzie. Awansowany na stopień podpułkownika pełnił stanowiska dowódcy 4 pułku artylerii przeciwlotniczej oraz do 8 sierpnia 1944 dowódcy 1 pułku artylerii przeciwlotniczej.
Po wojnie pozostał na emigracji w Wielkiej Brytanii. Do końca życia pozostawał w stopniu pułkownika. Zmarł nagle 25 października 1973 w Londynie. W dniu 30 października 1973 spopielono jego ciało.

## Ordery i odznaczenia
- Krzyż Niepodległości (9 listopada 1933)[11],
- Krzyż Walecznych (przed 1923)[1],
- Krzyż Zasługi[1],
- Krzyż Obrony Lwowa[1],
- Medal Wojska[12].